# Annamari Dancs
Annamari Dancs (n. 11 martie 1981, Sfântu Gheorghe) este o cântăreață de limbă maghiară din România.

## Albume
- Felhőkön is túl (1999)
- Szívemben élsz (2001)
- Erdélyi nosztalgia (2001)
- Te vagy az egyetlen (2002)
- Dancs Annamari 5 (2003)
- Szerelem kell (2005)
- Delicios (in Romanian; 2005)
- Best Of (2006)
- Egy a szívem , egy a párom (2007)
- Live your life feat. DJ Robert Georgescu (2009)
- Aha (Oneira) feat. DJ Robert Georgescu (2010)
- Feel (2012) – Entry to the Hungarian National Final for the Eurovision 2012